# Едвард Томас Даніелл
Едвард Томас Даніелл (англ. Edward Thomas Daniell; нар. 5 червня 1804, Лондон — пом. 24 вересня 1842, Анталія) — англійський художник, відомий своїми гравюрами і пейзажами, які він зробив під час експедиції на Близький Схід, включаючи Лікію, частина сучасної Туреччини. Він пов'язаний з Нориджською школою художників, групою художників, пов'язаних один з одним місцем розташування та особистими та професійними відносинами, які в основному були натхненні сільською місцевістю Норфолка.
Народившись у Лондоні у багатих батьків, Даніелл виріс і здобув освіту в Норвічі, де викладав мистецтво Джону Крому і Джозефу Станнарду. Після отримання диплома по класиці в Коледжі Бейлліол в Оксфорді в 1828 році він був висвячений на священника в Бангемі в 1832 році і призначений, а також в церкві Св. Марка в Лондоні в 1834 році. Він став покровителем мистецтва і впливовим другом художника Джона Ліннелла. У 1840 році, після виходу у відставку і від'їзду з Англії на Близький Схід, він відправився в Єгипет, Палестину і Сирію, і приєднався до археологічної експедиції сера Чарльза Феллоуза в Лікії (нині в  Туреччині) в якості ілюстратора. Там він заразився малярією і прибув до Адалії (нині відому як Анталія), маючи намір одужати, але помер від другого нападу хвороби.
Він зазвичай використовував невелику кількість кольорів для своїх акварельних картин, в основному сепія, ультрамарин, коричнево-рожевий і гумігут. Відмітний стиль його акварелей був частково під впливом крім, Вільяма Тернера і Джона Селла Котмана. Як гравер він був неперевершений іншими норвічськими художниками у використанні сухої голки, і він передбачав сучасне відродження офорту, яке почалося в 1850-х роках. Його відбитки були зроблені його другом і сусідом Генрі Нінхемом, на чию техніку він вплинув. Його картини про Близький Схід, можливо, були зроблені з урахуванням майбутніх робіт.

## Біографія

### Раннє життя та освіта
Едвард Томас Даніелл народився 6 червня 1804 року на Шарлотт-стріт в центрі Лондона в сім'ї сера Томаса Даніелла, відставного генерального прокурора з Домініки, і його другої дружини Анни Дрозьє, дочки Джона Дрозера і Рудема Гренджа, Норфолк. Перша дружина сера Томаса, з якою у нього були син Ерл і дочка Енн, померла в Лондоні в 1792 році. Їх дочка вийшла заміж за Джона Холмса в Норфолку в 1802 році і померла при пологах в 1805 році. Її брат Ерл був офіцером 12-го драгунського полку до 1806 року.

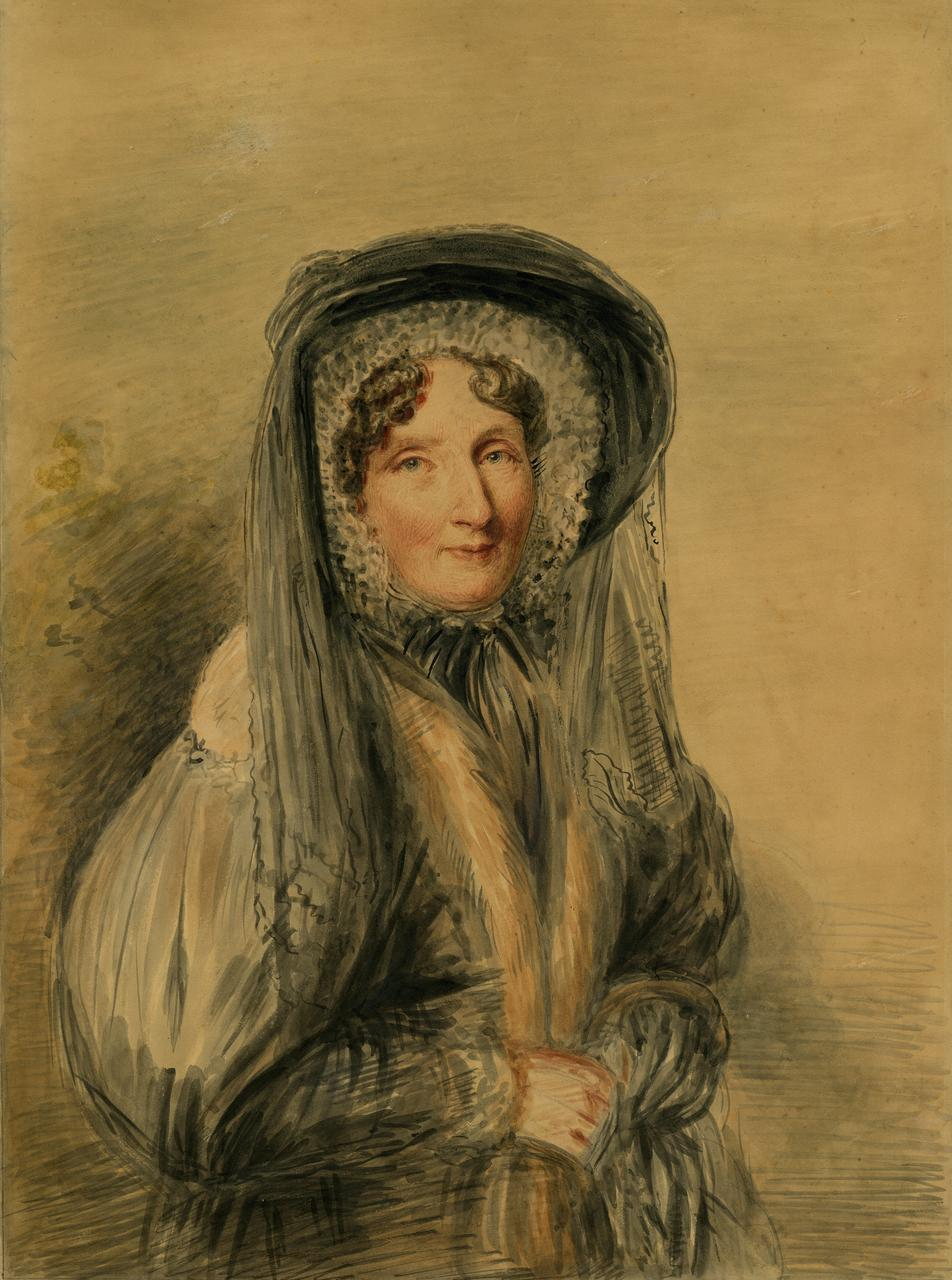
Джон Ліннелл, мати художника Е. Т. Даніелла (1835)

Сер Томас купив землю і рабів на Підвітряних островах, які тоді були частиною Британської імперії. Його маєтки, в тому числі 291 акр (118 га) в затоці Дікенсона на Антигуа, були куплені в 1779 році у сім'ї його першої дружини. Він вийшов на пенсію і переїхав на захід Норфолка, але його здоров'я погіршилося і він помер від раку в 1806 році, залишивши молоду вдову і малолітнього сина. Він залишив їй свої домініканські землі, а своє майно на Антигуа — своєму дорослому синові Ерлу за умови, що він забезпечить гарантований річний дохід у розмірі 300 
фунтів стерлінгів сім'ї в Норфолку. Енн Даніелл та її син переїхали в будинок на вулиці Сент-Джайлза-стріт в Норвічі. Вона померла в 1836 році у віці 64 років і була похована в Наві в церкві Святої Марії Кослані. 
Едвард Даніелл виріс зі своєю матір'ю в Норвічі і здобув освіту в Норвічській гімназії, де майстром малювання був Джон Кром. Який був залучений у світ мистецтва в молодому віці; брати Томас і Чамберс Голл написали художнику Джону Ліннеллу в 1822 році про «нашого молодого друга Містера Деніелса, який супроводжував нас у ваш будинок минулого тижня і який хоче володіти малюванням». 
9 грудня 1823 року, у віці 19 років, Даніелл вступив до Коледжу Бейлліол в Оксфорді, щоб читати класику. Він закінчив коледж в листопаді 1828 року, незважаючи на те, що не приділяв належної уваги своїм дослідженням на користь мистецтва. У листі до Ліннелла він писав: «я вважаю, що іспити, які я готую в наступному місяці, вимагають більш близького застосування до моїх літературних досліджень, ніж я уявляв, і що я не повинен намагатися служити двом майстрам». Він познайомився з офортом Джозефом Станнардом, і під час канікул він практикувався в Станнарда, за кутом від його власного будинку. 25 травня 1831 року він отримав ступінь магістра мистецтв.

### Подорож по Європі та Шотландії
У Даніелла були фінансові кошти для поїздок за кордон у пошуках предметів для малювання; з художників Нориджської школи, тільки Джон Селл Котман подорожував далі. У 1829—1830 роках Даніелл провів місяці між вивченням класики і отриманням ступеня магістра у Гранд-турі по — Франції, Італії, Німеччині та Швейцарії, створюючи мальовничі масляні картини і акварелі, які мистецтвознавець Вільям Дікс описував як «центровані виступи, пофарбовані рідким пензлем і демонструють тонке розуміння тону».
Маршрут, по якому Даніелл пройшов за вісімнадцять місяців на континенті, розкривається о замовленнях його картин. Його подорожі по Швейцарії нагадують подорожі художника Джеймса Паттісона Кокберна, який опублікував свій Swiss Scenery («Швейцарський пейзаж») в 1820 році. У Римі та Неаполі він познайомився з художником Томасом Увінсом.
Даніелл, можливо, також відвідав Іспанію, так як його гравюри країни були скопійовані художником Генрі Нінхемом, але немає прямих доказів, що він був там. Можливо, він повернувся додому до часу похорону Джозефа Станнарда, який помер від туберкульозу 7 грудня 1830 року у віці 33 років. 
Влітку 1832 року Даніелл відправився в подорож по Шотландії в супроводі двох сучасників з Оксфорда, Джорджа Денісона і Едмунда Вокера Геда. Поїздка дала йому предметний матеріал і вплинула на його використання гравюри сухої голки, оскільки він зміг вивчити роботу таких офортників, як Ендрю Геддес. У «The Etchings of E. T. Daniell» Джейн Тістлетвейт писав, що його шотландські сцени «свідчать у своїх суб'єктах про його ентузіазм до красот Шотландії, а техніка — про його майже вірне знайомство з шотландськими офортами».